# ليليان راسيل
ليليان راسيل (بالإنجليزية: Lillian Russell)‏ هي مغنية ومغنية أوبرا وممثلة أمريكية، ولدت في 4 ديسمبر 1860 في الولايات المتحدة، وتوفيت بنفس المكان في 6 يونيو 1922 بسبب مرض.

## وصلات خارجية
- ليليان راسيل على موقع IMDb (الإنجليزية)
- ليليان راسيل على موقع الموسوعة البريطانية (الإنجليزية)
- ليليان راسيل على موقع تيرنر كلاسيك موفيز (الإنجليزية)
- ليليان راسيل على موقع قاعدة بيانات برودواي على الإنترنت (الإنجليزية)
- ليليان راسيل على موقع إن إن دي بي (الإنجليزية)
- ليليان راسيل على موقع ديسكوغز (الإنجليزية)